# Гидробак

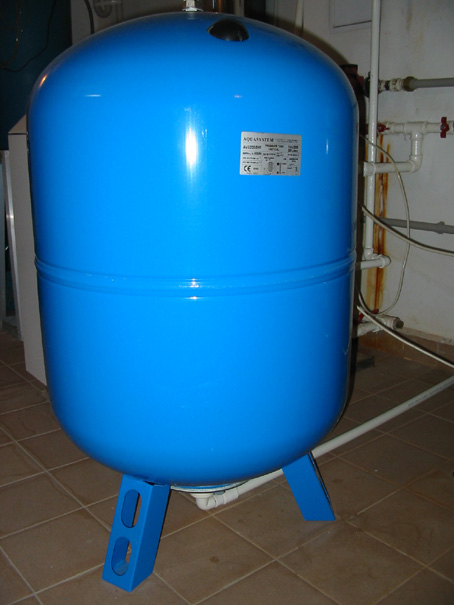
Гидробак (установлен вертикально; обычно гидробаки от 50 литров (общий объём), устанавливают вертикально на ножках; синий цвет — предназначен для питьевой воды);
сверху сбоку, под чёрной пластиковой крышкой — ниппель для закачки воздуха (предварительное давление обычно 1,5 бара), и гайка для крепления изнутри верхушки мембранны («груши»).

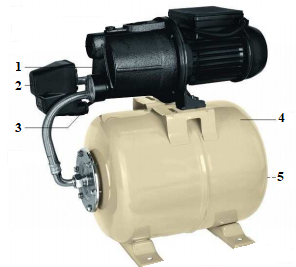
Гидробак в составе бытовой насосной станции:
Насос, закреплён на гидробак;
Гидробак установлен горизонтально; насос подаёт воду из заборного шланга (на рис. не показан) в гидробак по шлангу с металлической оплёткой;
Реле давления воды (слева от насоса) включает/выкл. насос, удерживая давление воды/воздуха в гидробаке в заданных пределах (обычно от 1,5 до 5 бар; 1 бар ≈ 1 атм).
1 — насос; 2 — реле давления; 3 — манометр; 4 — гидробак; 5 — ниппель для нагнетания предварительного давления воздуха (обычно велосипедным насосом)

Гибкая мембрана («груша») передаёт давление несжимаемой воды воздуху, закаченному между мембраной и корпусом гидроаккумулятора, что позволяет избавиться от кратковременных повторных включений насоса при малом расходе воды, например, при капельном поливе, при некоторых режимах стиральной машины.

Условное обозначение гидроаккумулятора на принципиальных гидравлических схемах.

Гидробак (гидравлический бак) — ёмкость для поддержания давления в трубопроводной системе либо для хранения рабочей жидкости в гидроприводе.

## В гидроприводе
Гидравлические баки выполняют следующие функции:
- Хранение рабочей жидкости. Гидросистема требует для своей работы некоторый запас рабочей жидкости.
- Отстой рабочей жидкости. Поскольку системы объёмного гидропривода очень чувствительны к загрязнению рабочей жидкости, то крайне важным является очистка рабочей жидкости. Помимо фильтров, функцию очистки выполняют и гидробаки, в которых жидкость отстаивается и значительная часть абразивных частиц оседает на дно. В связи с этим в конструкциях гидробаков часто предусматривают специальные перегородки, препятствующие перемешиванию жидкости.
- Охлаждение рабочей жидкости. Одним из недостатков гидропривода является зависимость его рабочих параметров от вязкости рабочей жидкости, а значит, от её температуры. В связи с этим важной является функция охлаждения рабочей жидкости в гидробаке. Площадь поверхности гидробака при проектировании часто специально увеличивают для увеличения теплоотдачи.

Для предотвращения попадания в рабочую жидкость пыли и твёрдых частиц гидробаки должны оборудоваться специальными воздушными фильтрами.
Объём гидробака обычно проектируют равным двум-трём величинам подачи насоса.
В авиации часто применяют гидробаки, в которых жидкость не соприкасается с воздухом, а находится под поршнем, на который действует сила упругости пружины, прижимающая поршень к поверхности жидкости. Только при такой конструкции гидробака возможен «перевёрнутый» полёт самолёта.

## В трубопроводной системе
В трубопроводной системе гидробаки используются для поддержания стабильного давления, а также (как следствие) для предотвращения слишком частого включения и выключения насоса, подающего воду в систему. В гидробаке имеются отделения для хранения жидкости и отделение с воздухом, между которыми установлена резиновая мембрана. Принцип действия гидробака состоит в том, что при усилении давления воздух сжимается, в результате чего жидкость занимает больший объём, что препятствует резкому росту давления. При снижении давления воздух расширяется и бак выдаёт в систему дополнительный объём жидкости, что препятствует резкому уменьшению давления.
Иногда гидробак устанавливается в связке с насосом, который докачивает в гидробак жидкость по мере её использования.
Гидробаки используются также в системах автономного отопления и горячего водоснабжения, чтобы компенсировать расширение воды при нагревании (в частности, устанавливаются вместе с бойлерами).
Гидробаки рекомендуется устанавливать выше уровня расположения насоса — для улучшения условий всасывания и предупреждения возникновения кавитации во всасывающей полости насоса.
Гидробак с наддувом — это такой гидробак, в котором газ над жидкостью находится под давлением выше атмосферного. Гидробаки с наддувом устанавливают в тех случаях, когда нужно улучшить условия всасывания насоса и предотвратить возникновение кавитации.